# Анафема (фильм, 1960)
«Ана́фема» — советский художественный короткометражный фильм 1960 года режиссёра Сергея Гиппиуса по мотивам одноимённого рассказа А. И. Куприна.

## Сюжет
Российская империя, 1900 год. Дьякон Олимпий, ничем не выделяющийся из остальных служителей церкви кроме как своим хорошим голосом, начинает проявлять интерес к светской литературе, которую ему приносит знакомый студент. Особенно дьякону полюбилась повесть Льва Толстого «Казаки». Однако, на одной из архиерейских служб ему поручают читать анафему Толстому, и перед дьяконом Олимпием встает нравственная дилемма…

## В ролях
- Степан Крылов — дьякон Олимпий
- Клавдия Фадеева — дьяконица
- Игорь Ефимов — студент
- Николай Гаврилов — благочинный
- Лев Степанов — регент церковного хора
- Фёдор Никитин — либерал, господин в храме
- Евгений Григорьев — господин в храме
- Павел Первушин — рубщик дров
- Александр Афанасьев — купец
- Аркадий Трусов — купец
- Роза Свердлова — мещанка
- Тамара Тимофеева — мещанка
- Светлана Мазовецкая — дама, подающая милость
- Михаил Дубрава — эпизод
- Любовь Малиновская — эпизод
- Михаил Васильев — эпизод
- Сергей Голубев — эпизод
- Александр Арди — эпизод

## Дополнительно
Дата выхода фильма в источниках указывается по-разному, обычно 1960 год, но встречается также 1961 год.
Художник-постановщик Алексей Федотов, звукооператор Ирина Черняховская.
Закадровый текст из повести Льва Толстого «Казаки» читает Николай Симонов.
В фильме звучит музыка из произведений Александра Скрябина.